# Il cielo contromano (EP)
Il cielo contromano è il primo EP del cantautore italiano Deddy, pubblicato il 14 maggio 2021 dall'etichetta Warner Music Italy.

## Descrizione
Il disco, composto da sette brani e prodotto Zef, Michele Canova Iorfida, B-Croma e Antonio Iammarino, è stato pubblicato durante la partecipazione del cantautore alla ventesima edizione del talent show Amici di Maria De Filippi.
L'8 ottobre 2021 il disco è stato ristampato come album in studio con sette tracce aggiuntive con il titolo Il cielo contromano su Giove.

## Tracce
1. La prima estate – 3:04
2. Il cielo contromano – 3:09
3. 0 passi – 2:43
4. Ancora in due – 3:02
5. Come mai – 3:04
6. Parole a caso – 2:37
7. Buonanotte – 2:39

## Classifiche

### Classifiche settimanali
| Classifica (2021) | Posizione massima |
| ----------------- | ----------------- |
| Italia            | 2                 |

### Classifiche di fine anno
| Classifica (2021) | Posizione |
| ----------------- | --------- |
| Italia            | 20        |